# Steve Riley
Steve Riley (Revere; 22 de enero de 1956 - 24 de octubre de 2023) fue un baterista estadounidense de hard rock y heavy metal, popular por haber tocado en varias bandas como Roadmaster, The B'zz, Steppenwolf, W.A.S.P., Keel y L.A. Guns. Fue el baterista de L.A. Guns junto al cantante Phil Lewis, el guitarrista Stacey Blades y el bajista Kenny Kweens.

## Discografía

### Con W.A.S.P.
- The Last Command (1985)
- Inside the Electric Circus (1986)
- Live...In the Raw (1987)

### Con L.A. Guns
- Cocked & Loaded (1989)
- Hollywood Vampires (1991)
- American Hardcore (1996)
- Wasted EP (1998)
- Shrinking Violet (1999)
- Live: A Night on the Strip (2000)
- Cocked & Re-Loaded (2000)
- Man in the Moon (2001)
- Waking The Dead (2002)
- Rips the Covers Off (2004)
- Tales from the Strip (2005)
- Loud and Dangerous: Live from Hollywood (2006)
- Covered In Guns (2010)